# Cubano
Il cubano è un idrocarburo pentaciclico alifatico avente formula C8H8 o (CH)8. Deve il suo nome al fatto che gli 8 atomi dello scheletro di carbonio sono disposti ai vertici di un cubo. In quanto tale, fa parte degli idrocarburi platonici, insieme al tetraedrano (finora non noto, ma se ne conoscono alcuni derivati) e al dodecaedrano. È il più semplice idrocarburo con simmetria ottaedrica, gruppo puntuale Oh.
Prima della sua sintesi, realizzata ad opera di P. Eaton e T. Cole nel 1964, Eaton credette che il cubano non avrebbe potuto essere ottenuto a causa della necessaria presenza di angoli di legame di 90° che avrebbero comportato grande tensione angolare nella molecola.
Il cubano rappresenta anche un caso particolare degli [n]prismani, il [4]prismano, omologo superiore del [3]prismano (ossia, il benzene di Ladenburg).

## Struttura
Nello scheletro della molecola del cubano (come pure in quelli dei suoi derivati) 3 dei 4 angoli di legame di ogni atomo di carbonio sono necessariamente di 90°, valore molto distante da quello dell'angolo tetraedrico (109,5°), che è quello naturale per l'ibridazione sp3. Inoltre, ognuno degli 8 idrogeni, situati sui prolungamenti delle diagonali del cubo,  è eclissato. La tensione d'anello che ne risulta, somma delle tensioni angolare e torsionale (o di eclissamento), è di entità veramente notevole: è stata valutata in 154,7 kcal/mol (19,3 kcal/mol per ogni unità CH); quella del ciclobutano, per confronto, ammonta a 26,5 kcal/mol (6,62 kcal/mol per ogni unità CH2, cioè solo un terzo, circa), mentre quella del tetraedrano è stimata in 140 kcal/mol (35 kcal/mol per ogni unità CH).
Tramite indagini di diffrazione elettronica in fase gassosa si è visto che i legami C−C sono lunghi 157,27 ± 0,19 pm, più del valore normale di 154 pm, ma maggiore anche di quelli nel ciclobutano (155,1 pm); anche i legami C−H (111,8 ± 0,8 pm) sono più lunghi rispetto a quelli del ciclobutano (109 pm).

## Proprietà
A temperatura e pressione ambiente il cubano è un solido cristallino polimorfico, incolore, ed eccezionalmente denso, per essere un idrocarburo (1,29 g/cm³); è solubile in esano  ed altri solventi idrocarburici. Il solido fonde a 133,5 °C e bolle a 161,6 °C. L'alta densità implica anche alta densità di energia sviluppata nella sua combustione rispetto ad altri idrocarburi.
Con la sua tensione d'anello, non sorprende che il cubano sia un idrocarburo fortemente endotermico, ΔHƒ° = +542 ± 3 kJ/mol, quindi termodinamicamente molto instabile, anche se mostra una notevole stabilità cinetica. Infatti, nonostante la molecola sia così fortemente in tensione, il cubano appare insolitamente stabile termicamente: si decompone solo a partire da circa 200 °C, ben oltre la temperatura di ebollizione, dando principalmente l'isomero monociclico cicloottatetraene.
Questo è dovuto al fatto che anche l'energia di attivazione per l'isomerizzazione è relativamente alta, 180,5 kJ/mol. Il cubano risulta relativamente stabile anche alla luce, all'aria e all'acqua, per cui è maneggiabile in laboratorio chimico sotto cappa aspirante senza ulteriori particolari limitazioni, tranne ovviamente quelle relative alla sicurezza.
Trattato con catalizzatori a base di Ag(I) o Pd(II) si isomerizza a cuneano. Con catalizzatore a base di Rh(I) si trasforma inizialmente in sin-tricicloottadiene il quale, se scaldato a 50 - 60 °C, si converte poi a ciclottatetraene.
A causa del surplus di energia nella molecola, il cubano e suoi derivati trovano occasionalmente applicazioni come additivi per carburanti o esplosivi ad elevata densità (per il cubano il calore di combustione ammonta a ben 4.833,27 kJ/mol).

## Sintesi
Il cubano è un idrocarburo sintetico, la sua molecola è stata sintetizzata nel 1964 da Philip E. Eaton e Thomas W. Cole dell'Università di Chicago. La sintesi include l'utilizzo di due riarrangiamenti di Favorskii. Fino ad allora si era pensato che l'esistenza di molecole del genere potesse essere solo teorica e che la loro sintesi fosse impossibile per via dell'instabilità indotta dal forzare atomi di carbonio sp3 (vedi: cicloalcani) a formare legami ad angolo retto. Una possibile sintesi del cubano è illustrata nello schema seguente:

## Derivati
L'ottafenilcubano (C8Ph8) è stato sintetizzato a partire dal complesso del tetrafenilciclobutadiene con il bromuro di nichel nel 1962, prima del cubano stesso. È un solido incolore molto poco solubile, che fonde a 425-427 °C.
Dell'ottametilcubano (C8Me8) è stata valutata computazionalmente la stabilità, trovando che la sua emivita a temperatura ambiente è dell'ordine di 109 s (≈ 31,7 anni).
L'ottanitrocubano (C8(NO2)8) è stato sintetizzato nel 1999 dallo stesso Philip Eaton che aveva sintetizzato per primo il cubano nel 1964, ed è risultato essere uno degli esplosivi di ultima generazione, che ha una velocità di esplosione di circa 10.000 m/s. In connessione alla stabilità della sua struttura a temperatura ambiente e della relativa bassa tossicità, alcuni suoi derivati sono anche oggetto di ricerca in medicina, per applicazioni ottiche e nelle nanotecnologie.
Più recentemente, nel 2022, è stato sintetizzato l'ottafluorocubano (C8F8), che è stato a lungo un composto di interesse teorico. A temperatura ambiente è un solido incolore sublimabile. È risultato interessante trovare che esso mostra una affinità elettronica relativamente elevata, che permette la formazione del suo anione radicalico C8F8•−, per il quale i calcoli teorici predicono che l'elettrone sia intrappolato all'interno dello scheletro cubico.
È stato sintetizzato il dicubile o cubilcubano (C8H7)2, come pure alcuni oligocubani; nel dicubile si trova, da un'analisi diffrattometrica X, che il legame esociclico tra i due scheletri cubici è estremamente corto (148,8 pm) per essere un legame singolo C−C e molto più corto dei legami C−C entro il cubano stesso (157,2 pm); questo risulta riconciliabile considerando che gli orbitali ibridi con cui i due C in questione si legano devono avere un carattere s aumentato, abbastanza superiore al 25% teorico per l'ibridazione sp3, dato che gli altri tre loro legami hanno angoli reciproci di ≈ 90°, quindi con carattere s minore del 25%, stante che il carattere s complessivo deve rimanere tale.
È stato sintetizzato anche un derivato insaturo, il cubene C8H6, in cui uno degli 8 legami C-C è doppio che, per la pesante piramidalizzazione dei due carboni interessati, è risultato essere parecchio instabile e estremamente reattivo.